# Campylobacter
Campylobacter je rod bakterija koji obuhvaća pokretne, zakrivljene, mikroaerofilne, gram-negativne bacile, koji mogu uzrokovati septički tromboflebitis, bakterijemiju, endokarditis, osteomijelitis, infekciju umjetnih zglobova i proljev.

## Epidemiologija
Smatra se da su tri vrste patogene za ljude. C. fetus subspecies fetus uzrokuje bakterijemiju u odraslih koji često u podlozi imaju neku predisponirajuću bolest, kao dijabetes, cirozu ili malignu bolest. Ovi mikroorganizmi mogu također u bolesnika s hipogamaglobulinemijom uzrokovati recidivirajuće infekcije, koje je teško liječiti. C. jejuni može uzrokovati meningitis u dojenčadi, a C. jejuni i C. coli uzrokuju proljev u svim dobnim skupinama. Campylobacter sp su među često izoliranim bakterijskim patogenima, pa tako C. jejuni čini >90% izolata kod inficiranih bolesnika s proljevom. Kontakt sa zaraženim divljim ili domaćim životinjama, te ingestija kontaminirane hrane (osobito nedovoljno termički obrađenog mesa peradi) ili vode, mogu biti odgovorni za epidemije. No, kod sporadičnih je slučajeva izvor inficirajućeg mikroorganizma često nejasan. Postoji veza između ljetnih epidemija proljeva uzrokovanih s C. jejuni i posljedičnog razvoja (u do 30% slučajeva) Guillain-Barréovog sindroma.
Jedna druga vrsta, prvotno nazvana C. pylori, a kasnije poznata kao Helicobacter pylori, povezana je s gastritisom, peptičkim ulkusom i neoplazmama želuca.